# 石景山天主堂
石景山天主堂，全名天主教北京教区石景山露德圣母堂，位于北京市石景山区老山东里小区4号楼西北，隶属天主教北京教区。

## 简介
从清朝到中华民国直至中华人民共和国初期，石景山地区从没有天主教圣堂或祈祷所，那时这里也没有天主教教友。中华人民共和国成立后，随着工业发展，石景山地区逐渐兴建了首钢、北京重型机器厂、北京重型电机厂、北京锅炉厂等重工业企业，数十万职工中便有了天主教教友，如今石景山地区的教友很多都是这四大重工业企业的职工及其后代。改革开放后，大批农民来这里打工或经商，其中也有天主教教友。到2000年代，石景山地区的教友便由这两部分人组成，大约300多人。
石景山地区距离北京旧城内各天主堂均比较远。石景山教友们一直希望能在本地建设天主教的宗教活动场所。2006年下半年，北京教区建立了四个总铎区：南堂总铎区、北堂总铎区、东堂总铎区、东交民巷堂总铎区，其中南堂总铎区的管辖范围最广，石景山区归南堂总铎区管辖。总铎区建立后，南堂总铎张天路神父便将建立石景山祈祷所定为南堂总铎区福传计划的重点，经与北京市及石景山区有关单位协商，在2007年初获得批准，租到老山东里首钢居民小区内的一间使用面积140多平方米的饭馆，简单装修改建为石景山祈祷所。
2007年4月15日，石景山祈祷所举行了开堂大礼弥撒。这是石景山区第一个天主教祈祷所。石景山祈祷所位于老山东里首钢居民小区的中心，此地位于老山骨灰堂以西，石景山路以北，老山以南，北京地铁1号线八宝山站和八角游乐园站之间。新祈祷所的启用也方便了周边海淀区、丰台区、门头沟区等区的教友参加弥撒。石景山祈祷所启用后，每主日参礼人数均在200人以上，每次弥撒均有教外朋友接受神父祝福。2007年7月22日，石景山祈祷所迎接了第一批6位慕道者加入教会，6位慕道者从总铎张天路神父手中领受三件入门圣事。
石景山区的教友为石景山祈祷所的建设积极奉献。安徽籍的沈兴隆教友出资5000多元人民币，为祈祷所购置了音响及电子琴。祈祷所的炼灵会、唱经班、读经班、辅祭班等组织也先后组建。唱经班在景露茜姐妹的指导下，演唱水平迅速提高，还吸引到多位教外朋友加入。2009年，已经开始筹备建圣堂工作。
2010年，在深圳服务的郭文武神父被北京教区调回北京，到石景山祈祷所任主任司铎，并在北京城南建立了西红门祈祷所、金星祈祷所、亦庄祈祷所这三个祈祷所，统称石景山堂区。2015年6月，是西红门、金星、亦庄祈祷所成立5周年，石景山堂区本堂郭文武神父倡导并实施了所辖四个祈祷所同步举办的“圣经家庭传递”活动，活动从2014年7月1日开始，到2015年6月30日结束。2016年，西红门、金星、亦庄等祈祷所脱离石景山堂区，分别独立成为两个堂区（金星、西红门、宋庄为一个，亦庄为一个），石景山堂区改为仅限于石景山祈祷所。

## 主任司铎
1. 郭文武神父（2010年—2016年，同时负责亦庄、西红门、金星等祈祷所牧灵工作）[3]
2. 任立军神父（2016年3月—）[5]